# La ragione degli altri
La ragione degli altri è una commedia in tre atti, composta da Luigi Pirandello alla fine del 1895, che originariamente aveva il titolo  Il nido, poi cambiato in Il nibbio e ancora in quello usato per la novella del 1899 Se non così . Con quest'ultimo titolo la commedia fu rappresentata per la prima volta dalla Compagnia Stabile milanese di Marco Praga al Teatro Manzoni di Milano il 19 aprile 1915 con protagonista Irma Gramatica.
La commedia è stata poi inserita nella raccolta Maschere nude con il titolo La ragione degli altri con il quale è stata successivamente portata sulle scene.

## Trama
Livia ha scoperto la relazione che il marito, giornalista dalla vita concitata e sfrenata, ha con Elena e come da questo rapporto sia nata una figlia. Leonardo dovrebbe andare a vivere con l'amante ma si accorge di non amarla più rimanendo, invece, molto attaccato alla bambina nata dalla relazione.
Il padre di Livia, Guglielmo, è stupefatto dall'atteggiamento della figlia che non reagisce di fronte all'infedeltà evidente di Leonardo che una sera non torna più a casa. Livia si rende conto, infatti, che Leonardo non può abbandonare quella bambina e in un certo modo lo giustifica mentre Guglielmo lo accusa di rendere infelice la figlia Livia.
Livia e il marito a poco a poco si riconciliano e, anche perché dal loro matrimonio non sono nati figli, pensano di prendere con loro la bambina nata dalla relazione di Leonardo che non dovrà più dividersi tra due famiglie.
In fondo Livia e Leonardo sono simili: lui è un egoista che, per soddisfare la sua concezione della famiglia, impone a Elena, che pure ha amato, di rinunciare alla figlia, l'unico affetto che le è rimasto, e Livia un'egoista che, pur sentendo di violare norme morali, si adatta alla situazione e mette da parte ogni considerazione per ottenere quello che veramente vuole: che il marito, cioè, torni da lei.
Elena, naturalmente, reagisce al tentativo di portarle via la bambina ma alla fine viene convinta che questo sarà fatto per il bene della figlia che potrà crescere in una ricca famiglia, e che in questo modo non ci saranno scandali e ognuno conserverà la sua rispettabilità sociale.
L'amore materno di Elena ha così una doppia valenza: da un lato, materialmente, per le ragioni del sangue, esso la rende un tutt'uno con la figlia, ma dall'altro lo stesso sentimento materno la spinge a sacrificare contro natura sé stessa, la propria maternità per il bene della figlia, rassegnandosi così a subire «la ragione degli altri».

## Edizioni
- Luigi Pirandello, Maschere nude, a cura di Italo Borzi e Maria Argenziano, Newton Compton Editori, 2007